# 바딤스 바실레우스키스
바딤스 바실레우스키스(라트비아어: Vadims Vasiļevskis, 1982년 1월 5일~)는 라트비아의 육상 선수로 주 종목은 창던지기이다. 2004년에 그리스 아테네에서 열린 올림픽에서 은메달을 획득했으며, 2007년 7월 22일에 에스토니아 탈린에서 90.73m를 기록하여 자신의 최고 기록을 세웠다.

## 경력

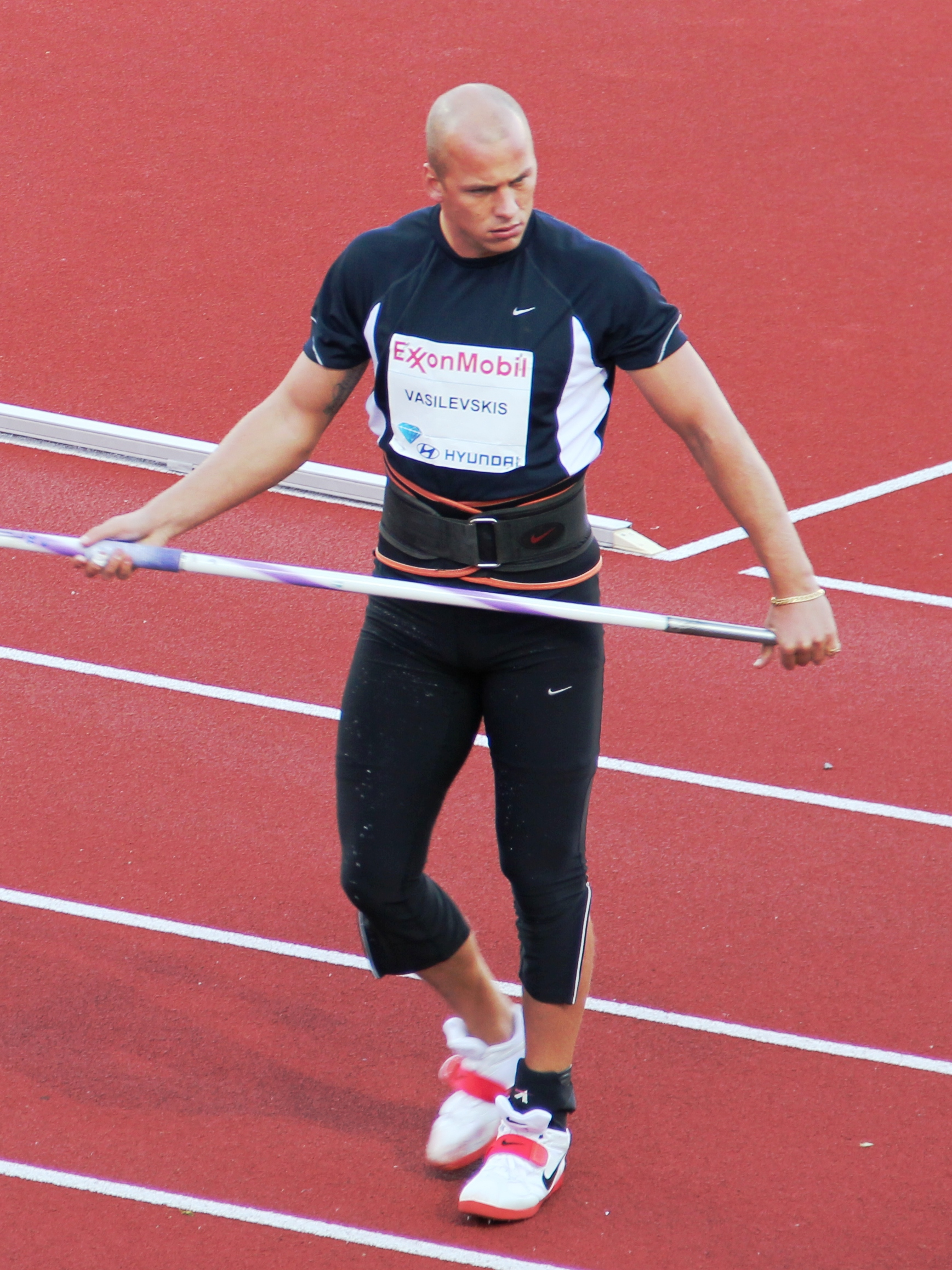
2010년 비슬레트 게임 당시의 바실레우스키스

리가에서 태어난 바실레우스키스는 발렌티나 에이두카의 창던지기 지도를 받았다. 2000년 10월 칠레 산티아고에서 열린 2000년 세계 주니어 선수권 대회에서 8위를 했다. 2002년 8월에는 독일 뮌헨에서 열린 2002년 유럽 선수권 대회에 출전했지만 결승에 진출하지 못했다.
2004년 8월 그리스 아테네에서 열린 2004년 하계 올림픽에 참가하였고 개막식에서 라트비아 선수단의 기수를 맡았다. 라트비아 선수단에는 바실레우스키스를 포함하여 3명의 창던지기 선수가 있었다. 바실레우스키스는 자신의 개인 최고 기록보다 5m를 갱신한 84.95m를 기록하며 노르웨이의 안드레아스 토르킬센의 뒤를 이어 은메달을 획득하였다.
올림픽에서 은메달을 획득한 후 그 해 9월에 모나코에서 열린 2004년 육상 파이널에서 8위를 했다. 이듬해인 2005년 8월 핀란드 헬싱키에서 열린 2005년 세계 선수권 대회에 참가했으나 예선에서 탈락하여 결승에 진출하지 못했다. 이듬해인 2006년에는 2006년 유럽 선수권 대회와 2006년 육상 파이널에서 4위에 올랐으며,  2007년 8월에 일본 오사카에서 열린 2007년 세계 선수권 대회에서도 4위에 올랐다. 
이후 2007년 태국 방콕에서 열린 2007년 하계 유니버시아드 대회에서 금메달을 획득했고, 2008년 하계 올림픽에 참가하여 지난 올림픽과 마찬가지로 라트비아 선수단의 기수를 맡았다. 그는 이 대회에서 최종 순위 9위를 기록했다.